# Макеев, Иван Степанович
Иван Степанович Макеев (1924—2015) — советский и российский политический и общественный деятель. Почётный гражданин города Рязани (2004). Почётный гражданин Рязанской области (2007).

## Биография
Родился 31 июля 1924 года в селе Кирицы, Спасского уезда Рязанской губернии в семье учителя сельской школы. 
С 1941 года после окончания полного курса Спасского педагогического училища, в начальный период Великой Отечественной войны, И. С. Макеев начал работать учителем в Мосоловской районной школе. С 1941 по 1942 годы работал — вторым секретарём  Шелуховского районного комитета ВЛКСМ и был командиром комсомольско-молодёжного отряда истребительного батальона при Шелуховском райотделе НКВД. С 1942 года призван в ряды Рабоче-Крестьянской Красной армии и после окончания курса Рязанского пехотного училища имени К. Е. Ворошилова, был направлен в действующую армию, участник Великой Отечественной войны в составе 89-го гвардейского стрелкового полка 28-й гвардейской стрелковой дивизии 53-й армии — гвардии лейтенант, командир миномётного взвода и командир миномётной ротой 3-го стрелкового батальона, с 1944 года — гвардии старший лейтенант, командир батареи 76-мм противотанковых орудий. Воевал на Степном фронте, участник Курской битвы, и Корсунь-Шевченковской операции, форсировал реки Днепр и Днестр. В 1944 году был тяжело ранен и лишился левой руки, признан инвалидом войны и в 1944 году комиссован по болезни. За отвагу и мужество проявленные в период войны был награждён Орденом Красной Звезды и Медали «За отвагу».
С 1944 по 1945 годы работал — заведующим плановым отделом Шелуховского районного исполнительного комитета. С 1945 по 1946 годы работал в должности  заведующего военным отделом Шелуховского районного комитета ВКП(б). С 1946 по 1949 годы работал — заведующим торговым отделом Шелуховского районного исполнительного комитета. С 1949 по 1952 годы работал и.о. заведующего отделом партийных, профсоюзных и комсомольских органов  и вторым секретарём Шелуховского районного комитета ВКП(б). 
С 1952 по 1957 годы — первый секретарь Можарского районного комитета КПСС. С 1957 по 1964 годы — первый секретарь Михайловского районного комитета КПСС. С  1964 по 1967 годы — первый секретарь Ряжского районного комитета КПСС. С 1967 по 1970 годы — и.о. председателя Рязанского областного комитета народного контроля. С 1963 по 1968 годы обучался на заочном отделении Рязанского сельскохозяйственного института.
Помимо основной деятельности И. С. Макеев избирался членом Рязанского областного комитета КПСС и членом бюро Рязанского областного комитета КПСС, депутатом Рязанского областного Совета депутатов трудящихся и членом исполнительного комитета Рязанского областного Совета депутатов трудящихся.
С 1986 года после выхода на заслуженный отдых, продолжил до 1992 года работать   в должности ведущего специалиста сектора по делам агропромышленного комитета Рязанской области. С 1987 года на общественной работе: с 1997 по 2015 годы был  — председателем Рязанского городского Совета ветеранов войны, труда, Вооруженных Сил и правоохранительных органов. 
«За выдающиеся заслуги перед городом Рязань и Рязанской областью» 13 мая 2004 года И. С. Макееву было присвоено почётное звание — Почётный гражданин города Рязань, а 17 сентября 2007 года — Почётный гражданин Рязанской области.
Скончался 22 апреля 2015 года в городе Рязани.

## Награды
- Два Ордена Ленина
- Ордена Отечественной война I степени
- Орден Трудового Красного Знамени
- Орден Красной Звезды (06.09.1943)
- Орден Знак Почёта
- Медаль «За отвагу» (18.02.1944)
- Медаль «За победу над Германией в Великой Отечественной войне 1941—1945 гг.»
- Медаль ордена «За заслуги перед Отечеством» II степени

### Звания
- Почётный гражданин Рязанской области (17.09.2007 г. №359-ПГ[3])
- Почётный гражданин города Рязань (13.05.2004 г. №30-III[3])